# Halbbrigade
Eine Halbbrigade (frz.: demi-brigade) war eine taktische Formation aus drei oder mehr Bataillonen, die besonders im Französischen Militär während der Koalitionskriege Bedeutung erlangte.
Bereits im Heer des schwedischen Königs Gustav Adolf gab es eine Gefechtsaufstellung mehrerer Infanterie-Regimenter, die als Halbbrigade bezeichnet wurde. Dies war jedoch keine administrative Einheit, sondern lediglich eine ad hoc formierte Aufstellung zur Schlacht. Erst zur Zeit der Französischen Revolution wurden die Halbbrigaden zu einer festen Institution.
Während des ersten Koalitionskrieges wurde von Wohlfahrtsausschuss und Nationalkonvent 23. August 1793 die levée en masse, beschlossen. Es begann eine allgemeinen Mobilisierung der Bevölkerung, die auch die Einberufung von etwa 300.000 Soldaten einschloss und die personelle Stärke des französischen Heeres auf über eine Million Mann anwachsen ließ. Anders als die verbliebenen regulären Truppen waren die neu ausgehobenen Verbände jedoch nicht nur schlecht ausgebildet, sondern zeigten auch eine schlechte Disziplin und Kampfmoral. Sie waren nicht in der Lage, unter Feuer die komplizierten Manöver der Lineartaktik auszuführen. Statt in Linie und Kolonne kämpften sie bestenfalls in losen Schützenschwärmen, im Feuerkampf statt mit dem von den Linien- und Freiwilligentruppen bevorzugten arme blanche, und waren daher kaum in der Lage, Gelände gegen einen angreifenden Feind zu halten oder im Angriff Gelände zu gewinnen. Nicht selten ergriffen diese Truppen unter dem Druck des Feindes die Flucht.
Mit der Formierung der Halbbrigaden (demi-brigades), durch Dekret des Nationalkonvents vom 21. Februar 1793, das auf Initiative des Kriegsministers Lazare-Nicolas-Marguerite Carnot zurückging, wurde versucht, die Schwächen der Wehrpflichtigenverbände zu kompensieren, indem man sie in gemischten Verbänden mit regulären Truppen zusammenfasste und die alte Regimentsstruktur auflöste. Auf diese Weise entstanden 209 Halbbrigaden der Linie (demi-brigades de bataille oder „demi-brigades premiére formation“) und 42 Halbbrigaden leichter Fußtruppen (demi-brigades légères). Der hohe Anteil leichter Infanterieeinheiten, in anderen Ländern eine kleine elitäre Truppengattung, war ebenso ein Zugeständnis an die Kampfweise der ungedienten Verbände.
Eine demi-brigade de ligne bestand nach diesem Dekret aus 2.437 Offizieren, Unteroffizieren und Mannschaften und war gegliedert in:
- einen Brigadestab bestehend aus 31 Offizieren, Unteroffizieren und Mannschaften
- drei Bataillone (eines der Regulären Truppen und zwei Bataillone Freiwilliger) mit je
  - einer Grenadierkompanie, bestehend aus 3 Offizieren und 62 Grenadieren
  - acht Füsilierkompanien, bestehend aus 3 Offizieren und 86 Schützen
- einer Feldgeschützkompanie mit 6 vierpfündigen Kanonen

Durch ein weiteres Dekret vom 29. November 1793 stieg die Anzahl der Wehrpflichtigen-Bataillone in einigen Halbbrigaden auf vier bis fünf. Jeweils zwei Halbbrigaden waren einer Brigade unterstellt, zwei Brigaden bildeten wiederum, zusammen mit anderen Verbänden, eine Division.
Das Dekret vom 18 Nivôse an IV (7. Januar 1796) befahl mit der Deuxième amalgame (Zweite Zusammenlegung) eine Verschmelzung der bestehenden Halbbrigaden zu 100 neuen Linien-Halbbrigaden (jetzt „demi-brigades d’infanterie“ genannt) und 30 Halbbrigaden leichter Infanterie. Diese Zahl wurde mit dem Dekret vom 10 germinal an IV (30. März 1796) auf 110 erhöht. Auf diese Weise reagierte man organisatorisch auf die hohen Verluste, die vor allem durch die hohe Anzahl, weniger durch die Intensität der Gefechte, aber auch durch Fahnenflucht und Krankheit entstanden (bis 1797 sank die personelle Stärke der französischen Armee auf weniger als 400.000 Mann).
Bei den entstandenen Halbbrigaden bildeten die regulären Bataillone im Gefecht das Rückgrat der Formation und verliehen ihr Standvermögen und Stoßkraft. Gleichzeitig hoffte man, dass die Wehrpflichtigen von den Regulären lernen könnten und ihre Moral und Disziplin durch deren Anwesenheit wachsen würde, zumal alle Bataillone möglichst aus dem gleichen Departement stammen sollten. Es wurden außerdem die Unterschiede in Besoldung und Ausrüstung beider Formationen beseitigt. Bis zum Ende des ersten Koalitionskrieges 1797 waren aus diesen heterogenen Kampfformationen erfahrene, einheitliche und kampfstarke Verbände geworden. Das gegenseitige Misstrauen zwischen Freiwilligen, Wehrpflichtigen und Regulären war einem eigenen „esprit de corps“ gewichen.
Am 24. September 1803 bestimmte ein Erlass des Ersten Konsuls Napoléon Bonaparte, dass die Halbbrigaden ihre alte Nummerierung behalten sollten, aber wieder in Regimenter umzubenennen seien, was im Jahre 1804 auch geschah. Die Bezeichnung blieb jedoch für Verbände bestehen, die schnell aus verschiedenen kleineren Einheiten zusammengesetzt waren.
Als letzter Verband  der französischen Heeres führt aktuell die 13e demi-brigade de Légion étrangère diese Bezeichnung.